# Silent Hill 4: The Room
Silent Hill 4: The Room (サイレントヒル ザ・ルーム, Sairento Hiru Za Rūmu) é a quarta parte da série de survival horror Silent Hill, publicado pela Konami e desenvolvido pela Team Silent, uma equipe dentro da Konami Computer Entertainment Tokyo. O jogo foi lançado, assim como sua trilha-sonora, no Japão em junho de 2004 e na América do Norte e Europa em setembro do mesmo ano, para os consoles PlayStation 2, Xbox e Microsoft Windows.
Diferente dos lançamentos anteriores, que aconteciam primariamente na cidade perturbada de Silent Hill, este jogo se passa na cidade fictícia de Ashfield, e é focado na tentativa do personagem Henry Townshend de fugir de seu trancafiado apartamento. Ele explora uma série de mundos sobrenaturais e se encontra em conflito com um serial killer não morto.
Originalmente pretendido como um derivado da série principal, Silent Hill 4 possui um estilo de jogabilidade alterado com navegação em primeira pessoa e elementos do enredo tirados de jogos anteriores. A partir de seu lançamento o jogo recebeu uma reação em sua maior parte de críticas positivas apesar de opiniões mistas quanto ao afastamento do estilo do Silent Hill original.

## Jogabilidade

Henry ataca um monstro com um machado. Fora do quarto, o jogo utiliza a perspectiva em terceira pessoa.

Silent Hill 4: The Room foi originalmente visionado como um jogo derivado da série Silent Hill, ao invés de uma continuação da história principal, e possui um estilo de jogabilidade substancialmente diferente dos outros jogos. A jogabilidade é centrada no apartamento do protagonista Henry, o qual é mostrado através de uma perspectiva em primeira pessoa e contém o único save point. Os outros níveis do jogo são alcançados através de misteriosos buracos formados nas paredes do apartamento. Durante a primeira metade do jogo, o quarto também curará o jogador, enquanto a segunda metade tem o quarto se tornando possuído por várias assombrações que drenam a vida de Henry.
Nos principais níveis do jogo o jogador utiliza a usual perspectiva em terceira pessoa da série Silent Hill. Diferente dos outros jogos, o jogador possui somente um limitado inventário de itens que podem ser administrados ao se livrar de itens desnecessários em um baú no quarto de Henry. Silent Hill 4 enfatiza combate durante a jogabilidade, com a quase ausência de quebra-cabeças complexos em favor de tarefas simples de busca de itens. Na segunda metade do jogo, Henry é acompanhado por sua vizinha Eileen Galvin; Eileen não pode morrer enquanto ela está com Henry, contudo ela pode sofrer danos que a fazem sucumbir à possessão de Walter Sullivan. O jogador também pode equipar Eileen com uma arma para que ela se junte a Henry em combate. O dano que Eileen toma no jogo determina se ela morre ou não na batalha com o último chefe, diretamente afetando o final alcançado.
Combate em Silent Hill 4 segue o padrão estabelecido pelos outros jogos. O jogador possui acesso a uma grande variedade de armas brancas, duas pistolas, e uma arma de choque durante o jogo. Armas brancas quebráveis, as quais só podem ser usadas por um número limitado de ataques antes de se tornarem inúteis, são introduzidas através de um par de tacos de golfe. Também há uma característica que permite ataques corpo-a-corpo serem "carregados" antes de serem desferidos.
Uma das mudanças mais significativas é a introdução dos monstros "Victim", os indestrutíveis fantasmas das vítimas de Walter Sullivan. Os fantasmas possuem a habilidade de machucar Henry com uma "aura" danosa que pode ser anulada pelos itens "Holy Candle" e "Saint Medallions", que também podem exorcizar as assombrações no apartamento de Henry. Fantasmas também podem ser abatidos por um longo tempo com uma das duas balas prateadas e derrotados permanentemente com o item "Sword of Obedience". Diferente de criaturas anteriores em Silent Hill, "Victims" podem de fato perseguir o jogador de cenário para cenário.

## História

### Personagens
O protagonista e personagem do jogador de Silent Hill 4 é Henry Townshend, um residente do edifício South Ashfield Heights Apartments na cidade fictícia de Ashfield. Henry é um homem "comum" que foi descrito pela Konami como um introvertido quase em seus 30 anos. Na maior parte do tempo, Henry navega o mundo do jogo sozinho, ainda que eventualmente esteja acompanhado por sua vizinha Eileen Galvin, um NPC cujo papel tem sido desfavoravelmente comparado ao de Maria de Silent Hill 2. Henry também lida com os novos personagens secundários de Cynthia Velasquez, Andrew DeSalvo, Richard Braintree e Jasper Gein - o último que acredita-se ter sido nomeado a partir do serial killer Ed Gein.
O antagonista principal do jogo é Walter Sullivan, um infame serial killer o qual se acredita ter falecido anos antes dos eventos do jogo. Sullivan aparece em duas formas: um inimigo adulto não morto e um neutro personagem secundário infantil. As vítimas anteriores de Sullivan desempenham um papel pequeno no jogo como inimigos, e o sítio original japonês ofereceu informações do passado destes personagens menores.
Silent Hill 4: The Room usa dois personagens menores e não vistos dos jogos anteriores como personagens principais em seu enredo. O primeiro, Walter Sullivan, foi primeiramente referido em um recorte de jornal em Silent Hill 2 como tendo se suicidado pouco após matar os gêmeos Billy e Miriam Locane. Estas duas vítimas também aparecem na forma da criatura "twin victim" que Henry encontra. O segundo personagem é o jornalista investigativo Joseph Schreiber, que foi primeiramente referido em Silent Hill 3 com um artigo de revista que ele estava escrevendo condenando o orfanato "Hope House" dirigido pela The Order a qual a protagonista do jogo, Heather, pode descobrir. Está implícito no jogo que o síndico do South Ashfield Heights, Frank Sunderland, é o pai do protagonista de Silent Hill 2, James Sunderland.
Críticos ficaram, em grande parte, satisfeitos com a dublagem do jogo. Os gráficos dos personagens também foram elogiados.

### Enredo

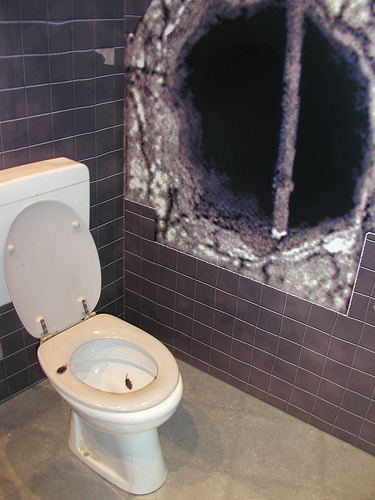
Modelo do buraco no apartamento de Henry pela Konami, da GC 2004.

O jogo começa com o jogador tomando controle do protagonista Henry Townshend, que tem estado trancado em seu apartamento em Ashfield, quarto 302, por cinco dias sem nenhum meio de se comunicar e tendo pesadelos recorrentes. Pouco após um grande buraco inexplicavelmente se formar na parede de seu banheiro, ele acaba por entrar, na intenção de conseguir sair de seu apê. Daí para frente ele entra uma rede de buracos o levando por uma série de mundos ao estilo Silent Hill.
O primeiro destino de Henry é uma estação de metrô abandonada, onde ele conhece uma mulher chamada Cynthia Velasquez, que está convencida de estar num sonho, mas é logo morta por um homem desconhecido. Em seu rádio, ele escuta confirmação de que ela de fato está morta no mundo real. Exatamente a mesma coisa acontece com as próximas três pessoas que Henry encontra: Jasper Gein, Andrew DeSalvo e Richard Braintree, um residente no conjunto de apartamentos de Henry. Os casos parecem similares ao modus operandi do falecido serial killer Walter Sullivan e Henry acha recortes do diário do antigo ocupante de seu apartamento, o jornalista Joseph Schreiber, que estava investigando sua matança. Henry descobre que Walter era um órfão que foi levado a acreditar que sua mãe biológica era o apartamento de Henry, onde ele foi encontrado.
É revelado que Sullivan está efetivamente tentando realizar um ritual que demanda 21 assassinatos, os 21 Sacramentos, para tentar "purificar" sua "mãe", estando em um estado não morto através do qual pode matar suas vítimas imortalmente. Henry é a sua pretendida 21ª vítima. Na metade do jogo uma manifestação infantil do eu "inocente" de Walter interrompe o assassinato da pretendida 20ª vítima, Eileen Galvin, e ela se junta a Henry tentando encontrar Schreiber. Ao mesmo tempo, assombrações começam a habitar o apartamento de Henry e sua condição desintegra. Os dois eventualmente encontram o fantasma de Schreiber, que os diz que o único meio de escapar é matando Sullivan.
Pouco após Henry adquire o cordão umbilical de Walter, uma ferramenta necessária para matá-lo para sempre, Eileen se separa de Henry sob a influência de Walter. Ele a encontra prestes a entrar em uma armadilha com Walter, e a batalha com o último chefe segue. Após Walter ser morto, existem quatro finais possíveis, determinados de acordo com a sobrevivência ou não de Eileen na batalha com o último chefe e quanto a condição do apartamento de Henry. O final de "21 Sacramentos" mostra Walter e seu filho se manifestando em seu apartamento, enquanto o rádio revela que Henry e Eileen morreram, junto com vários outros. No final "Eileen's Death", Henry acorda em seu apartamento, e aprende pelo rádio que Eileen morreu. No final "Mother", Henry foge do apartamento e leva flores para Eileen, que planeja voltar para o apartamento. Enquanto isso, seu apartamento tornou-se completamente possuído. O final "Escape" começa semelhante com "Mother", mas Eileen decide encontrar um outro lugar para morar, e o apartamento não é mostrado para ser possuído. Não há um "final de brincadeira" com OVNIs, uma característica incluída em todos os lançamentos anteriores na série.

## Desenvolvimento e lançamento

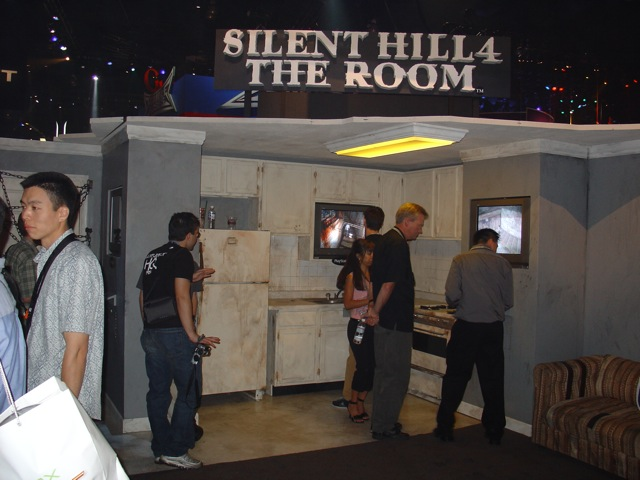
O estande do jogo na E3 2004.

O quarto jogo de Silent Hill começou a ser gerado pouco após o lançamento de Silent Hill 2 pelo time de desenvolvimento da Konami, Team Silent, junto ao Silent Hill 3 com intenções de criar um novo estilo de jogo que levaria a série em uma direção diferente dos jogos anteriores. Notícias sobre o desenvolvimento do jogo foram feitas públicas em outubro de 2003, e anúncios oficiais pela Konami seguiram no Gamers' Day 2004. O jogo foi produzido pelo recorrente designer de som e compositor Akira Yamaoka. Seu título provisório, antes de sua incorporação ao resto da série, era simplesmente Room 302.
O principal conceito por trás da nova estrutura de jogo era tomar a ideia do "quarto" como "a parte mais segura de seu mundo" e torná-lo uma zona de perigo. A perspectiva em primeira pessoa foi incluída nesta área do jogo para dar uma sensação pessoal e claustrofóbica de navegação do quarto. Todavia, os produtores retiveram a clássica perspectiva em terceira pessoa em todas as outras áreas para acomodar a ênfase crescente na ação e combate.
Em um artigo da BBC Collective em outubro de 2004, foi notado que o jogo, como lançamentos anteriores, faz referência ao filme Jacob's Ladder. Foi também mencionado que o protagonista Henry Townshend tinha uma aparência semelhante a do ator Peter Krause. A arquitetura do apartamento e a adição do buraco foram comparáveis a um espaço não-euclidiano similar no romance do autor Mark Z. Danielewski, House of Leaves. Outros acenos incluíram o romance Rosemary's Baby e um "tempero de coisas como Twin Peaks e o conto de Stephen King 1408." Os criadores do jogo reconheceram o livro do escritor Ryu Murakami, Coin Locker Babies, como uma inspiração para a premissa do jogo.
Silent Hill 4: The Room foi primeiramente lançado no Japão em 17 de junho de 2004. O jogo foi enviado para seus subsequentes lançamentos norte-americano e europeu em 7 de setembro, com clientes que fizeram pedido antecipado recebendo a trilha sonora de graça com o jogo no último mercado. Em 2006 o jogo foi lançado novamente na Europa como parte de The Silent Hill Collection, uma caixa com três jogos de Silent Hill para PS2, para coincidir com o lançamento do filme de Silent Hill. Microsoft confirmou que o console da sétima geração Xbox 360 é reversamente compatível com a versão de Xbox para o jogo.
Atualmente, o título é o mais recente jogo para consoles de Silent Hill desenvolvido pela Konami. Nenhuma sequência para o jogo foi lançada até 2007, quando o jogo prequela produzido pelo Climax Group, Silent Hill: Origins, foi lançado para o PlayStation Portable e Playstation 2.[carece de fontes?] Uma sequência cronológica, Silent Hill: Homecoming também foi lançada em 2008 para o PlayStation 3 e Xbox 360, produzida pela Double Helix Games.

## Música
A trilha-sonora para Silent Hill 4: The Room foi lançada junto com o jogo em 2004, composta por Akira Yamaoka com vocais por Mary Elizabeth McGlynn e Joe Romersa. A versão japonesa possuía um segundo disco contendo música pelo compositor da série Akira Yamaoka tocada junto com a leitura de histórias tradicionais japonesas. A versão estado-unidense continha 13 faixas exclusivas e remixes.
Um remix da canção "Your Rain" da trilha sonora do jogo foi usado no jogo da Konami Dance Dance Revolution EXTREME. Várias faixas do jogo também apareceram no UMD promocional de Silent Hill Experience.

## Recepção
As prévias de Silent Hill 4: The Room exibidas na E3 2004 levaram a IGN a nomeá-lo o melhor jogo de aventura para PlayStation 2 na mostra. A partir de seu lançamento em 2004 o jogo também atraiu a atenção dos meios de notícia mainstream CNN, a BBC e The Times. O website de agregação de avaliações Metacritic deu às versões do jogo para os dois consoles avaliações de aprovação de 76 em 100, enquanto a Game Rankings listou 76% e 74% de avaliações positivas para o PlayStation 2 e Xbox respectivamente.
Silent Hill 4 ficou no topo das listas de vendas no Japão durante uma queda brusca nas vendas de jogos eletrônicos, mas caiu para a décima posição uma semana depois. Declarações oficiais da Konami se referiam as vendas do jogo na América do Norte como "favoráveis".
As versões para Xbox e PS2 receberam uma "impressionante" nota 8.0 do crítico da IGN Douglass C. Perry. Perry o descreveu como "nem brilhante, nem terrível", e ficou insatisfeito com a falta de lutas contra chefes e quebra-cabeças complicados. O artigo expressou sentimentos mistos do autor quanto ao elemento do "quarto", e enquanto Perry notou que o quarto "em si é uma boa ideia", ele ficou insatisfeito com a inconveniência de constantemente ter que retornar lá. Seus comentários finais também notaram outro problema: "Enquanto todos os toques clássicos que se tornaram tão familiares e tão ótimos na série retornaram, eles simultaneamente se tornaram clichês".
Kristan Reed, um crítico da Eurogamer, expressou desapontamento quanto a categoria em que o jogo foi desenvolvido, como um jogo de combate com uma ausência dos quebra-cabeças padrão de Silent Hill. Ele ficou, todavia, satisfeito com o enredo, gráficos, e áudio do jogo e deu ao jogo uma nota 7/10 para o PS2, e 6/10 para a versão do Xbox. GameSpot conferiu a ambas as versões para PS2 e Xbox a nota 7.9, concluindo com "Enquanto nem todas as mudanças podem necessariamente servir para melhorar a série, a narração sombria da história que prende a atenção é o que permite este jogo ter suas credenciais de Silent Hill".
A versão do jogo para PC recebeu notas mais baixas que as versões para consoles. Na análise da IGN, Perry reclamou quanto as "mais embaçadas texturas que nós já vimos em anos e alguns sérios glitches gráficos" e "sensibilidade de mouse extremamente baixa" inibindo jogabilidade, dando-a uma comparativamente baixa nota 6.9. A análise da GameSpot para a versão PC foi ligeiramente mais baixa (7.6) que a versão dos consoles, elogiando os gráficos como tendo sido "otimizados bem para o PC" mas reconhecendo que "os controles do teclado e mouse simplesmente não se saem muito bem em um ambiente de visões com perspectivas constantemente mudando, que podem fazer a navegação frustrante".

## Citações
1. ↑  Narração de Abertura: Havia dois anos que Henry Townshend tinha se mudado para o Quarto 302 de South Ashfield Heights, um edifício de apartamentos na cidade média de Ashfield. (Silent Hill 4: The Room, Konami, 2004.)
2. ↑  Joseph's diary - 11 de Junho: Walter Sullivan realmente se matou. Ele morreu em sua cela de prisão por perda de sangue após ter se golpeado no pescoço com sua colher. [...] Depois disso, seu nome se tornou famoso ao redor do mundo e parecia que sua série de assassinatos em massa havia terminado em 10 de 21. (Silent Hill 4: The Room, Konami, 2004.)
3. ↑  Joseph: O desejo de infância [de Walter] de retornar ao âmago de seu nascimento o dividiu. Agora o seu eu criança se manifestou neste mundo... (Silent Hill 4: The Room, Konami, 2004.)
4. ↑  Artigo sobre Incidente de Assassinato: A polícia anunciou hoje que Walter Sullivan, que foi preso no dia 18 deste mês pelo assassinato brutal de Billy Locane e sua irmã Miriam, cometeu suicídio em sua cela de prisão no começo da manhã do dia 22. (Silent Hill 2, Konami, 2001.)
5. ↑  Ensinando o Desespero: "Hope House": "Hope House", um orfanato nos arredores de Silent Hill. Mas por trás de sua falsa imagem está um lugar onde crianças são raptadas e sofrem lavagem cerebral. [...] O culto religioso que opera a "Hope House" é conhecido pelos locais simplesmente como "The Order". [...] Eu pretendo continuar minha investigação da "Hope House" e do culto por detrás dela. Eu sempre acreditei que "contar toda a verdade" e mostrar 'as crianças o caminho da verdade, é nosso dever mais importante. - Joseph Schreiber. (Silent Hill 3, Konami, 2003.)
6. ↑  Henry:Há cinco dias... foi quando eu tive o pesadelo pela primeira vez. Eu não tenho conseguido sair do meu quarto desde então. O telefone não funciona, a TV não funciona... Eu nem consigo fazer com que alguém me escute quando eu grito... (Silent Hill 4: The Room, Konami, 2004.)
7. ↑  Oficial de polícia no rádio: Parece ser mais um, capitão... tem  "1... 121"... na cabeça dele... É igual aquele caso de há 10 anos... Yeah, aquele caso Walter Sullivan... Mas Sullivan está morto. Eles até mesmo tem o corpo... (Silent Hill 4: The Room, Konami, 2004.)
8. ↑  Joseph's diary - 4 de Abril: Estive investigando o assassinato em massa que aconteceu há 7 anos, no qual 10 pessoas foram mortas em 10 dias. [...] O nome do assassinato delas... estava gravado também... Seu nome era... Walter Sullivan. (Silent Hill 4: The Room, Konami, 2004.)
9. ↑  Joseph: Deixe-me dizer algo sobre "ele", Walter Sullivan. Quando ele era um garotinho, ele começou a acreditar que meu apartamento era na verdade sua mãe biológica. Ele decidiu "libertá-la" das manchas e corrupção deste mundo. (Silent Hill 4: The Room, Konami, 2004.)
10. ↑  Joseph: No orfanato, [Walter] aprendeu sobre os "21 Sacramentos", a única maneira de purificá-la. Ele então levou a cabo a cerimônia da "Assunção Sagrada" e criou este... mundo pervertido. Agora... ele se tornou nada mais que uma máquina de morte inumana. Bem, ele está morto agora, mas ele ainda está tentando cumprir os "21 Sacramentos". (Silent Hill 4: The Room, Konami, 2004.)
11. ↑  Henry: Eu recebi esta carta de [Joseph]. Ele me disse para descer, descer para a parte mais profunda dele, e para procurar pela verdade máxima. Vamos fazer isso. Deve haver alguma coisa lá embaixo. /Eileen: Ok, eu farei isso. Você é a única chance que eu tenho. Eu vou ficar ao seu lado. (Silent Hill 4: The Room, Konami, 2004.)
12. ↑  Joseph: Sigam o Tomo Vermelho. Pare [Walter]. Se não, para onde vocês correrem, ele os pegará. Encontre-o. Sua verdadeira localização... Deve ser próxima. Vocês devem matá-lo... vocês devem matá-lo... mate-o... mate-o (Silent Hill 4: The Room, Konami, 2004.)